# یو هگزین
یو هگزین (انگلیسی: Yu Hexin؛ زادهٔ ۱ ژانویهٔ ۱۹۹۶) ورزشکار ورزش شنا اهل چین است.
وی در مسابقات کشوری و بین‌المللی در مجموع برندهٔ ۷ مدال طلا، ۲ مدال نقره، ۱ مدال برنز شده‌است.